# Lawrencella rosea
Lawrencella rosea là một loài thực vật có hoa trong họ Cúc. Loài này được Lindl. mô tả khoa học đầu tiên năm 1839.